# Manifestações das segundas-feiras
As  manifestações das segundas-feiras  (em alemão, Montagsdemonstrationen) foram um elemento essencial da queda da República Democrática da Alemanha, no outono de 1989. Foram manifestações em massa que tiveram início em Leipzig, às segundas-feiras à tarde e se propagaram a todas as cidades da RDA. Estas manifestações terminavam com orações pela paz na Igreja de S. Nicolau em Leipzig.  Com o grito «Wir sind das Volk !» (nós somos o povo) repetiram-se semana após semana os protestos contra as condições políticas. O objectivo era propor uma reorganização pacifista e democrática do país, em particular do poder político do Partido Socialista Unificado da Alemanha (SED). Em certas cidades, tinham lugar noutros dias que não às segundas-feiras. A primeira destas manifestações ocorreu em 4 de setembro de 1989. A polícia da RDA reprimiu com violência as manifestações antes do 40.º aniversário da RDA em 7 e 8 de outubro de 1989.
No início, era um simples ajuntamento espontâneo de estudantes por ocasião da feira de Leipzig, que acolhia empresas ocidentais no mês de setembro: algumas bandeirolas indicavam a reivindicação de viajar aos ocidentais e sobretudo aos jornalistas presentes. A Stasi , presente no local, reprimiu brutalmente as manifestações e no dia seguinte, na imprensa local, estes foram chamados de  "criminosos". Um pastor da Igreja Luterana estava presente e propôs para a segunda-feira seguinte uma oração pela paz, na sua igreja. Vexados por terem sido tratados por criminosos, os estudantes acorreram em massa à oração. Depois desta, os fiéis desfilaram na cidade gritando "Nós não somos criminosos!". Depois, frente ao fervor da oração colectiva, o pastor propôs que se reunissem todas as segundas-feiras ao fim da tarde.
A cada segunda-feira, o número de fiéis e manifestantes aumentava. O exemplo polaco, onde a Igreja Católica estava na liderança do combate pela liberdade, contagiou-se à RDA.
Noutra segunda-feira, 9 de outubro, 70 000 pessoas manifestaram-se gritando «Wir sind das Volk!» (Nós somos o povo!) passando frente à sede da Stasi sem provocações. O secretário local do Partido Comunista, que tinha recebido plenos poderes do Politburo, pediu instruções a Berlim Oriental: de facto, tinha sido informado alguns dias antes que Egon Krenz procurava substituir Erich Honecker por uma revolução palaciana. Não recebendo instruções, proibiu as formas paramilitares presentes de usar as suas armas. O processo de afundamento do regime agudizava-se.
Em 16 de outubro, 120 000 pessoas manifestaram-se reclamando eleições livres e em 23 de outubro, o número era de 200 000 e todas as cidades tinham a sua manifestação.